# Hans Krankl
Johann „Hans” Krankl (ur. 14 lutego 1953 w Wiedniu) – austriacki piłkarz, który występował na pozycji napastnika, a także trener piłkarski, w latach 2002–2005 selekcjoner reprezentacji Austrii.
W latach 1973–1985 reprezentant Austrii. Uczestnik Mistrzostw Świata 1978 i 1982.

## Kariera piłkarska
Krankl wychował się w klubie Austria Salzburg. Następnie był zawodnikiem Wiener AC, a w 1972 roku jako 19-latek trafił do Rapidu Wiedeń. W drużynie znad Dunaju grał w latach 1971–1978. W tym czasie zdobył jeden Puchar Austrii w 1976. W 1978 przeniósł się do drużyny FC Barcelona. Tam grał przez trzy lata. Wywalczył Puchar Zdobywców Pucharów w 1979 i Superpuchar Hiszpanii w 1981. Największym indywidualnym osiągnięciem był tytuł króla strzelców ligi hiszpańskiej w 1979 (29 bramek). Po przygodzie w Hiszpanii wrócił do Austrii, do drużyny First Vienna, gdzie grał przez kilka miesięcy. Następnie został ponownie zawodnikiem Rapidu, w którym grał do 1985. Zdobył wtedy dwa razy mistrzostwo kraju (1982, 1983) i trzykrotnie Puchar Austrii (1983, 1984, 1985). W barwach Rapidu był cztery razy królem strzelców austriackiej Bundesligi (1974, 1977, 1978, 1983). Karierę kończył w drużynach: Wiener AC (1986–1988), Kremser SC (1988) i Austria Salzburg (1988–1989). W 1978 został uznany przez „France Football” drugim najlepszym piłkarzem Europy.
W reprezentacji Austrii Krankl zagrał 69 razy i zdobył 34 bramki (1973–1985).

## Kariera trenerska
Karierę trenerską Hans Krankl rozpoczął od posady grającego trenera drużyny Wiener AC (1987–1988), a następnie po zakończeniu kariery piłkarskiej został pierwszym trenerem Rapidu Wiedeń (1989–1992). Następnie trenował drużyny z austriackiej Bundesligi i 2. Bundesligi – VfB Mödling (1992–1994), FC Tirol Innsbruck (1994–1995), SV Gerasdorf (1997), Austria Salzburg (1998–1999). Potem był trenerem drugoligowej niemieckiej Fortunie Köln, jednak po kilku miesiącach pracy w 2000 przeniósł się do austriackiej Admiry Wacker Mödling, gdzie pracował do 2001. W styczniu 2002 został selekcjonerem reprezentacji Austrii. W eliminacjach Mundialu 2006 jego zespół trafił do grupy razem z Polską. Pierwsze starcie w Wiedniu 9 października 2004 przegrał 1:3, rewanż 3 września 2005 na Stadionie Śląskim w Chorzowie – 2:3. Po przegranych eliminacjach MŚ został zwolniony. W 2009 roku pracował w LASK Linz

## Sukcesy

### Rapid Wiedeń
- Mistrzostwo Austrii: 1981/1982, 1982/1983
- Puchar Austrii: 1975/1976, 1082/1983, 1983/1984, 1984/1985

### FC Barcelona
- Puchar Króla: 1980/1981
- Puchar Zdobywców Pucharów: 1978/1979

### Indywidualne
- Król strzelców Bundesligi austriackiej: 1973/1974 (36 goli), 1976/1977 (32 gole), 1977/1978 (41 goli), 1982/1983 (23 gole)
- Król strzelców Primera División: 1978/1979 (29 goli)

### Wyróżnienia
- Złota Piłka (2. miejsce): 1978[1]
- Europejski Złoty But: 1977/1978[2]
- Piłkarz roku w Austrii: 1973, 1974, 1977, 1982, 1988
- Trener roku w Austrii: 1999